# Équipe de Nouvelle-Calédonie féminine de football
Cet article traite de l'équipe féminine. Pour l'équipe masculine, voir Équipe de Nouvelle-Calédonie de football.
Maillots
L'équipe de Nouvelle-Calédonie féminine de football est une sélection des meilleures joueuses néo-calédoniennes sous l'égide de la Fédération calédonienne de football. Elle participe aux compétitions de la Confédération du football d'Océanie.

## Histoire
La première participation à la Coupe d'Océanie de la Nouvelle-Calédonie date de 1983, compétition organisée à Nouméa, en Nouvelle-Calédonie. La Nouvelle-Calédonie gagne son premier match, 2-0, contre les Fidji puis perd les deux suivants: 5-0 contre l'Australie et 6-0 contre la Nouvelle-Zélande. Mais termine quand même troisième de la compétition.

## Classement FIFA
| Année              | 2007 | 2008 | 2009 | 2010 | 2011 | 2012 | 2013 | 2014 | 2015 | 2016 | 2017 | 2018 |
| ------------------ | ---- | ---- | ---- | ---- | ---- | ---- | ---- | ---- | ---- | ---- | ---- | ---- |
| Classement mondial | 144  | 117  | 92   | 128  | 100  | 95   | 118  | 133  | 92   | 84   | 119  | 90   |
| Classement OFC     |      |      |      |      | 7    | 7    |      |      | 5    | 5    |      |      |

## Palmarès

### Parcours enCoupe d'Océanie
- 1983 : 3e
- 2018 : 4e
- 2022 : Quarts de finale

### Parcours auxJeux du Pacifique
- 2003 : Ne participe pas.
- 2007 : 1er tour
- 2011 : Finaliste
- 2015 : Finaliste
- 2019 : 1er tour
- 2023 : 3e

### Chronologie des compétitions et des matchs
| Date               | Lieu                                   | Équipe             | Résultat | Adversaire                | Compétition                               |
| ------------------ | -------------------------------------- | ------------------ | -------- | ------------------------- | ----------------------------------------- |
| 28 novembre 1983   | Nouméa Nouvelle-Calédonie              | Nouvelle-Calédonie | 2 - 0    | Fidji                     | Coupe d'Océanie féminine de football 1983 |
| 30 novembre 1983   | Nouméa Nouvelle-Calédonie              | Nouvelle-Calédonie | 0 - 5    | Australie                 | Coupe d'Océanie féminine de football 1983 |
| 2 décembre 1983    | Nouméa Nouvelle-Calédonie              | Nouvelle-Calédonie | 0 - 6    | Nouvelle-Zélande          | Coupe d'Océanie féminine de football 1983 |
| 30 août 2007       | Apia Samoa                             | Nouvelle-Calédonie | 0 - 2    | Tonga                     | Jeux du Pacifique Sud de 2007             |
| 1er septembre 2007 | Apia Samoa                             | Nouvelle-Calédonie | 0 - 2    | Samoa                     | Jeux du Pacifique Sud de 2007             |
| 3 septembre 2007   | Apia Samoa                             | Nouvelle-Calédonie | 0 - 2    | Tahiti                    | Jeux du Pacifique Sud de 2007             |
| 9 août 2011        | Port Vila Vanuatu                      | Nouvelle-Calédonie | 3 - 0    | Vanuatu                   | Match amical                              |
| 11 août 2011       | Port Vila Vanuatu                      | Nouvelle-Calédonie | 5 - 1    | Vanuatu                   | Match amical                              |
| 27 août 2011       | Nouméa Nouvelle-Calédonie              | Nouvelle-Calédonie | 3 - 0    | Îles Salomon              | Jeux du Pacifique de 2011                 |
| 29 août 2011       | Nouméa Nouvelle-Calédonie              | Nouvelle-Calédonie | 0 - 0    | Tahiti                    | Jeux du Pacifique de 2011                 |
| 31 août 2011       | Nouméa Nouvelle-Calédonie              | Nouvelle-Calédonie | 7 - 0    | Samoa américaines         | Jeux du Pacifique de 2011                 |
| 2 septembre 2011   | Nouméa Nouvelle-Calédonie              | Nouvelle-Calédonie | 2 - 1    | Papouasie-Nouvelle-Guinée | Jeux du Pacifique de 2011                 |
| 7 septembre 2011   | Nouméa Nouvelle-Calédonie              | Nouvelle-Calédonie | 3 - 2    | Tonga                     | Jeux du Pacifique de 2011                 |
| 9 septembre 2011   | Nouméa Nouvelle-Calédonie              | Nouvelle-Calédonie | 1 - 2    | Papouasie-Nouvelle-Guinée | Jeux du Pacifique de 2011                 |
| 6 juillet 2015     | Port Moresby Papouasie-Nouvelle-Guinée | Nouvelle-Calédonie | 8 - 1    | Îles Salomon              | Jeux du Pacifique de 2015                 |
| 8 juillet 2015     | Port Moresby Papouasie-Nouvelle-Guinée | Nouvelle-Calédonie | 2 - 2    | Samoa                     | Jeux du Pacifique de 2015                 |
| 11 juillet 2015    | Port Moresby Papouasie-Nouvelle-Guinée | Nouvelle-Calédonie | 6 - 0    | Tonga                     | Jeux du Pacifique de 2015                 |
| 13 juillet 2015    | Port Moresby Papouasie-Nouvelle-Guinée | Nouvelle-Calédonie | 5 - 1    | Îles Cook                 | Jeux du Pacifique de 2015                 |
| 16 juillet 2015    | Port Moresby Papouasie-Nouvelle-Guinée | Nouvelle-Calédonie | 0 - 1    | Papouasie-Nouvelle-Guinée | Jeux du Pacifique de 2015                 |

### Nations rencontrées
| Adversaire                | Joués | Victoires | Matchs nuls | Défaites | Buts pour | Buts contre |
| ------------------------- | ----- | --------- | ----------- | -------- | --------- | ----------- |
| Australie                 | 1     | 0         | 0           | 1        | 0         | 5           |
| Nouvelle-Zélande          | 1     | 0         | 0           | 1        | 0         | 6           |
| Fidji                     | 1     | 1         | 0           | 0        | 2         | 0           |
| Tonga                     | 3     | 2         | 0           | 1        | 9         | 4           |
| Samoa                     | 2     | 0         | 1           | 1        | 2         | 4           |
| Tahiti                    | 2     | 0         | 1           | 1        | 0         | 2           |
| Îles Salomon              | 2     | 2         | 0           | 0        | 11        | 1           |
| Samoa américaines         | 1     | 1         | 0           | 0        | 7         | 0           |
| Papouasie-Nouvelle-Guinée | 3     | 1         | 0           | 2        | 3         | 4           |
| Îles Cook                 | 1     | 1         | 0           | 0        | 5         | 1           |
| Vanuatu                   | 2     | 2         | 0           | 0        | 6         | 1           |

### Bilan
| Rang | Équipe             | Pts | J  | G  | N | P | Bp | Bc | Diff |
| ---- | ------------------ | --- | -- | -- | - | - | -- | -- | ---- |
| #    | Nouvelle-Calédonie | 32  | 19 | 10 | 2 | 7 | 47 | 28 | +19  |

### Les 9 meilleurs buteurs
| Rang | Joueur             | Buts | Sél. | Première sélection | Dernière sélection |
| ---- | ------------------ | ---- | ---- | ------------------ | ------------------ |
| 1    | Christelle Wahnawe | 22   | 11   | 2011               | 2015               |
| 2    | Myranda Rabah      | 4    | 5    | 2011               | 2015               |
| 3    | Kim Maguire        | 3    | 11   | 2011               | 2015               |
| 4    | Marielle Haocas    | 2    | 5    | 2015               | 2015               |
| 5    | Céline Xolawawa    | 2    | 11   | 2011               | 2015               |
| 6    | Marjorie Pouye     | 1    | 11   | 2011               | 2015               |
| 7    | Sidney Gatha       | 1    | 5    | 2015               | 2015               |
| 8    | Isabelle Hace      | 1    | 5    | 2015               | 2015               |
| 9    | Brenda Kenon       | 1    | 5    | 2015               | 2015               |

## Sélectionneurs de l'équipe de la Nouvelle-Calédonie
Mise à jour le 21 décembre 2015.
| Sélectionneur     | Période | Matchs | Gagnés | Nuls | Perdus | Gagnés % |
| ----------------- | ------- | ------ | ------ | ---- | ------ | -------- |
| Yvan Poungui      | 2011    | 8      | 6      | 1    | 1      | 75       |
| Kamali Fitialeata | 2015    | 5      | 3      | 1    | 1      | 60       |